# Arsenal FC in het seizoen 2022/23
Dit artikel beschrijft de prestaties van de Engelse voetbalclub Arsenal in het seizoen 2022/23.

## Resultaten
Een overzicht van de competities waaraan Arsenal dit seizoen deelneemt.
| Premier League | FA Cup       | Carabao Cup | Europa League  |
| -------------- | ------------ | ----------- | -------------- |
|                |              |             |                |
| 2e plaats      | Vierde ronde | Derde ronde | Achtste finale |

## Selectie
| Nr            | Naam                 | Nationaliteit    | Geboortedatum | Sinds | Vorige club            |
| ------------- | -------------------- | ---------------- | ------------- | ----- | ---------------------- |
| Keepers       |                      |                  |               |       |                        |
| 1             | Aaron Ramsdale       | Engeland         | 14-05-1998    | 2021  | Sheffield United       |
| 30            | Matt Turner          | Verenigde Staten | 24-06-1994    | 2022  | New England Revolution |
| 31            | Karl Jakob Hein      | Estland          | 13-04-2002    | 2018  | Eigen jeugd            |
| Verdedigers   |                      |                  |               |       |                        |
| 3             | Kieran Tierney       | Schotland        | 05-06-1997    | 2019  | Celtic                 |
| 4             | Ben White            | Engeland         | 08-10-1997    | 2021  | Brighton               |
| 6             | Gabriel Magalhães    | Brazilië         | 19-12-1997    | 2020  | Lille                  |
| 12            | William Saliba       | Frankrijk        | 24-03-2001    | 2019  | Saint-Étienne          |
| 15            | Jakub Kiwior         | Polen            | 15-02-2000    | 2023  | Spezia                 |
| 16            | Rob Holding          | Engeland         | 12-09-1995    | 2016  | Bolton                 |
| 18            | Takehiro Tomiyasu    | Japan            | 05-11-1998    | 2021  | Bologna                |
| 35            | Oleksandr Zintsjenko | Oekraïne         | 15-12-1996    | 2022  | Man. City              |
| Middenvelders |                      |                  |               |       |                        |
| 5             | Thomas Partey        | Ghana            | 13-06-1993    | 2020  | Atlético de Madrid     |
| 7             | Bukayo Saka          | Engeland         | 05-09-2001    | 2008  | Eigen jeugd            |
| 8             | Martin Ødegaard      | Noorwegen        | 17-10-1998    | 2021  | Real Madrid            |
| 10            | Emile Smith Rowe     | Engeland         | 28-07-2000    | 2010  | Eigen jeugd            |
| 20            | Jorginho             | Italië           | 20-12-1991    | 2023  | Chelsea                |
| 21            | Fábio Vieira         | Portugal         | 30-05-2000    | 2022  | Porto                  |
| 25            | Mohamed Elneny       | Egypte           | 11-07-1992    | 2016  | Basel                  |
| 34            | Granit Xhaka         | Zwitserland      | 27-09-1992    | 2016  | B. Mönchengladbach     |
| Aanvallers    |                      |                  |               |       |                        |
| 9             | Gabriel Jesus        | Brazilië         | 03-04-1997    | 2022  | Man. City              |
| 11            | Gabriel Martinelli   | Brazilië         | 18-06-2001    | 2019  | Ituano                 |
| 14            | Eddie Nketiah        | Engeland         | 30-05-1999    | 2015  | Eigen jeugd            |
| 19            | Leandro Trossard     | België           | 04-12-1994    | 2023  | Brighton               |
| 24            | Reiss Nelson         | Engeland         | 10-12-1999    | 2007  | Eigen jeugd            |

- = Aanvoerder

| Functie           | Naam               | Nationaliteit |
| ----------------- | ------------------ | ------------- |
| Trainer           | Mikel Arteta       | Spanje        |
| Assistent-trainer | Carlos Cuesta      | Spanje        |
| Assistent-trainer | Miguel Molina      | Spanje        |
| Assistent-trainer | Steve Round        | Engeland      |
| Assistent-trainer | Albert Stuivenberg | Nederland     |
| Keeperstrainer    | Iñaki Caña         | Spanje        |

## Transfers

### Zomer

#### Transfers
| Naam                    | Nationaliteit    | Van/naar               | Prijs         |
| ----------------------- | ---------------- | ---------------------- | ------------- |
| Inkomend                |                  |                        |               |
| Matt Turner             | Verenigde Staten | New England Revolution | € 6.360.000   |
| Marquinhos              | Brazilië         | São Paulo              | € 3.500.000   |
| Fábio Vieira            | Portugal         | Porto                  | € 35.000.000  |
| Gabriel Jesus           | Brazilië         | Man. City              | € 52.260.000  |
| Oleksandr Zintsjenko    | Oekraïne         | Man. City              | € 35.000.000  |
| TOTAAL UITGAVEN:        | TOTAAL UITGAVEN: | TOTAAL UITGAVEN:       | € 132.120.000 |
| Uitgaand                |                  |                        |               |
| Konstantinos Mavropanos | Griekenland      | Stuttgart              | € 3.200.000   |
| Mattéo Guendouzi        | Frankrijk        | Marseille              | € 11.000.000  |
| Alexandre Lacazette     | Frankrijk        | Lyon                   | transfervrij  |
| Bernd Leno              | Duitsland        | Fulham                 | € 3.600.000   |
| Lucas Torreira          | Uruguay          | Galatasaray            | € 6.000.000   |
| Héctor Bellerín         | Spanje           | Barcelona              | transfervrij  |
| TOTAAL INKOMEN:         | TOTAAL INKOMEN:  | TOTAAL INKOMEN:        | € 23.800.000  |

#### Verhuurde spelers
| Naam                   | Nationaliteit    | Club            | Begin huur | Einde huur  |
| ---------------------- | ---------------- | --------------- | ---------- | ----------- |
| Auston Trusty          | Verenigde Staten | Birmingham      | zomer 2022 | lente 2023  |
| Arthur Okonkwo         | Engeland         | Crewe Alexandra | zomer 2022 | winter 2023 |
| Nuno Tavares           | Portugal         | Marseille       | zomer 2022 | zomer 2023  |
| Folarin Balogun        | Engeland         | Reims           | zomer 2022 | zomer 2023  |
| Pablo Marí             | Spanje           | Monza           | zomer 2022 | zomer 2023  |
| Rúnar Alex Rúnarsson   | IJsland          | Alanyaspor      | zomer 2022 | zomer 2023  |
| Nicolas Pépé           | Ivoorkust        | Nice            | zomer 2022 | zomer 2023  |
| Ainsley Maitland-Niles | Engeland         | Southampton     | zomer 2022 | lente 2023  |

### Winter

#### Transfers
| Naam             | Nationaliteit    | Van/naar         | Prijs        |
| ---------------- | ---------------- | ---------------- | ------------ |
| Inkomend         |                  |                  |              |
| Leandro Trossard | België           | Brighton         | € 24.000.000 |
| Jakub Kiwior     | Polen            | Spezia           | € 25.000.000 |
| Jorginho         | Italië           | Chelsea          | € 11.300.000 |
| TOTAAL UITGAVEN: | TOTAAL UITGAVEN: | TOTAAL UITGAVEN: | € 60.300.000 |
| Uitgaand         |                  |                  |              |
| TOTAAL INKOMEN:  | TOTAAL INKOMEN:  | TOTAAL INKOMEN:  | € 0          |

#### Verhuurde spelers
| Naam                 | Nationaliteit | Club           | Begin huur  | Einde huur |
| -------------------- | ------------- | -------------- | ----------- | ---------- |
| Arthur Okonkwo       | Engeland      | Sturm Graz     | winter 2023 | zomer 2023 |
| Marquinhos           | Brazilië      | Norwich        | winter 2023 | lente 2023 |
| Albert Sambi Lokonga | België        | Crystal Palace | winter 2023 | lente 2023 |
| Cédric Soares        | Portugal      | Fulham         | winter 2023 | zomer 2023 |

## Uitrustingen
Shirtsponsor(s): Emirates Fly Better

Sportmerk: adidas
| Thuis | Uit | Alternatief |

## Wedstrijden

### Premier League
| #  | Datum      | Thuis/Uit | Tegenstander            | Score | Doelpuntenmaker(s) Arsenal                  |
| -- | ---------- | --------- | ----------------------- | ----- | ------------------------------------------- |
| 1  | 2022-08-05 | Uit       | Crystal Palace          | 0-2   | Martinelli, Guéhi (ed.)                     |
| 2  | 2022-08-13 | Thuis     | Leicester City          | 4-2   | Jesus (2x), Xhaka, Martinelli               |
| 3  | 2022-08-20 | Uit       | AFC Bournemouth         | 0-3   | Ødegaard (2x), Saliba                       |
| 4  | 2022-08-27 | Thuis     | Fulham                  | 2-1   | Ødegaard, Gabriel                           |
| 5  | 2022-08-31 | Thuis     | Aston Villa             | 2-1   | Jesus, Martinelli                           |
| 6  | 2022-09-04 | Uit       | Manchester United       | 3-1   | Saka                                        |
| 7  | 2022-09-18 | Uit       | Brentford               | 0-3   | Saliba, Jesus, Fábio Vieira                 |
| 8  | 2022-10-01 | Thuis     | Tottenham Hotspur       | 3-1   | Thomas, Jesus, Xhaka                        |
| 9  | 2022-10-09 | Thuis     | Liverpool               | 3-2   | Martinelli, Saka (2x)                       |
| 10 | 2022-10-16 | Uit       | Leeds United            | 0-1   | Saka                                        |
| 11 | 2022-10-23 | Uit       | Southampton             | 1-1   | Xhaka                                       |
| 12 | 2022-10-30 | Thuis     | Nottingham Forest       | 5-0   | Martinelli, Nelson (2x), Thomas, Ødegaard   |
| 13 | 2022-11-06 | Uit       | Chelsea                 | 0-1   | Gabriel                                     |
| 14 | 2022-11-12 | Uit       | Wolverhampton Wanderers | 0-2   | Ødegaard (2x)                               |
| 15 | 2022-12-26 | Thuis     | West Ham United         | 3-1   | Saka, Martinelli, Nketiah                   |
| 16 | 2022-12-31 | Uit       | Brighton & Hove Albion  | 2-4   | Saka, Ødegaard, Nketiah, Martinelli         |
| 17 | 2023-01-03 | Thuis     | Newcastle United        | 0-0   |                                             |
| 18 | 2023-01-15 | Uit       | Tottenham Hotspur       | 0-2   | Lloris (ed.), Ødegaard                      |
| 19 | 2023-01-22 | Thuis     | Manchester United       | 3-2   | Nketiah (2x), Saka                          |
| 20 | 2023-02-04 | Uit       | Everton                 | 1-0   |                                             |
| 21 | 2023-02-11 | Thuis     | Brentford               | 1-1   | Trossard                                    |
| 22 | 2023-02-15 | Thuis     | Manchester City         | 1-3   | Saka                                        |
| 23 | 2023-02-18 | Uit       | Aston Villa             | 2-4   | Saka, Zinchenko, Martínez (ed.), Martinelli |
| 24 | 2023-02-25 | Uit       | Leicester City          | 0-1   | Martinelli                                  |
| 25 | 2023-03-01 | Thuis     | Everton                 | 4-0   | Saka, Martinelli (2x), Ødegaard             |
| 26 | 2023-03-04 | Thuis     | AFC Bournemouth         | 3-2   | Thomas, White, Nelson                       |
| 27 | 2023-03-11 | Uit       | Fulham                  | 0-3   | Gabriel, Martinelli, Ødegaard               |
| 28 | 2023-03-19 | Thuis     | Crystal Palace          | 4-1   | Martinelli, Saka (2x), Xhaka                |
| 29 | 2023-04-01 | Thuis     | Leeds United            | 4-1   | Jesus (2x), White, Xhaka                    |
| 30 | 2023-04-09 | Uit       | Liverpool               | 2-2   | Martinelli, Jesus                           |
| 31 | 2023-04-16 | Uit       | West Ham United         | 2-2   | Jesus, Ødegaard                             |
| 32 | 2023-04-21 | Thuis     | Southampton             | 3-3   | Martinelli, Ødegaard, Saka                  |
| 33 | 2023-04-26 | Uit       | Manchester City         | 4-1   | Holding                                     |
| 34 | 2023-05-02 | Thuis     | Chelsea                 | 3-1   | Ødegaard (2x), Jesus                        |
| 35 | 2023-05-07 | Uit       | Newcastle United        | 0-2   | Ødegaard, Schär (ed.)                       |
| 36 | 2023-05-14 | Thuis     | Brighton & Hove Albion  | 0-3   |                                             |
| 37 | 2023-05-20 | Uit       | Nottingham Forest       | 1-0   |                                             |
| 38 | 2023-05-28 | Thuis     | Wolverhampton Wanderers | 5-0   | Xhaka (2x), Saka, Jesus, Kiwior             |

### FA Cup
| Ronde        | Datum      | Thuis/Uit | Tegenstander    | Score | Doelpuntenmaker(s) Arsenal |
| ------------ | ---------- | --------- | --------------- | ----- | -------------------------- |
| Derde ronde  | 2023-01-09 | Uit       | Oxford United   | 0-3   | Elneny, Nketiah (2x)       |
| Vierde ronde | 2023-01-27 | Uit       | Manchester City | 1-0   |                            |

### Carabao Cup
| Ronde       | Datum      | Thuis/Uit | Tegenstander           | Score | Doelpuntenmaker(s) Arsenal |
| ----------- | ---------- | --------- | ---------------------- | ----- | -------------------------- |
| Derde ronde | 2022-11-09 | Thuis     | Brighton & Hove Albion | 1-3   | Nketiah                    |

### Europa League

#### Groepsfase
| # | Datum      | Thuis/Uit | Tegenstander | Score | Doelpuntenmaker(s) Arsenal     |
| - | ---------- | --------- | ------------ | ----- | ------------------------------ |
| 1 | 2022-09-08 | Uit       | Zürich       | 1-2   | Marquinhos, Nketiah            |
| 2 | 2022-10-06 | Thuis     | Bodø/Glimt   | 3-0   | Nketiah, Holding, Fábio Vieira |
| 3 | 2022-10-13 | Uit       | Bodø/Glimt   | 0-1   | Saka                           |
| 4 | 2022-10-20 | Thuis     | PSV          | 1-0   | Xhaka                          |
| 5 | 2022-10-27 | Uit       | PSV          | 2-0   |                                |
| 6 | 2022-11-03 | Thuis     | Zürich       | 1-0   | Tierney                        |

#### Knock-outfase
| Ronde          | Datum      | Thuis/Uit | Tegenstander | Score     | Doelpuntenmaker(s) Arsenal |
| -------------- | ---------- | --------- | ------------ | --------- | -------------------------- |
| Achtste finale | 2023-03-09 | Uit       | Sporting CP  | 2-2       | Saliba, Morita (ed.)       |
| Achtste finale | 2023-03-16 | Thuis     | Sporting CP  | 1-1 (3-5) | Xhaka                      |

1992/93 · 1993/94 · 1994/95 · 1995/96 · 1996/97 · 1997/98 · 1998/99 · 1999/2000 · 2000/01 · 2001/02 · 2002/03 · 2003/04 · 2004/05 · 2005/06 · 2006/07 · 2007/08 · 2008/09 · 2009/10 · 2010/11 · 2011/12 · 2012/13 · 2013/14 · 2014/15 · 2015/16 · 2016/17 · 2017/18 · 2018/19 · 2019/20 · 2020/21 · 2021/22 · 2022/23 · 2023/24 · 2024/25